# Горбань Іван Степанович
Іван Степанович Горбань (7 жовтня 1928, Займище — 30 січня 2000, Київ) — український науковець-фізик, доктор фізико-математичних наук (з 1965 року), академік АН України (з 25 листопада 1992 року), лауреат Державної премії України в галузі науки і техніки (1987).

## Біографія
Народився 7 жовтня 1928 року в селі Займищі Талалаївського району Чернігівської області. По закінченні середньої школи в Краматорську в 1947 році поступив навчатись на фізичний факультет Київського державного університету імені Т. Шевченка, який закінчив у 1952 році. В цьому ж році поступив до аспірантури за спеціальністю «Оптика», яку закінчив у 1955 році та захистив кандидатську дисертацію. Учень професора Олександра Шишловського.
Надалі працював в університеті на посадах: асистента (вересень 1955 — вересень 1956); старшого викладача (вересень 1956 — вересень 1957); доцента (вересень 1957 — вересень 1967); професора (вересень 1967), виконувача обов'язків декана (лютий 1970), декана фізичного факультету (травень 1970 — березень 1972); з 3 травня 1972 року по 30 січня 2000 року працював на посаді завідувача кафедри експериментальної фізики.
У 1980–1987 роках, як голова Науково-методичної ради Мінвузу України з фізики, вчений був рецензентом і редактором кількох престижних навчальних видань з фізики для вишів СРСР і УРСР. Віцепрезидент (1991—1993), президент (1995—1998) Українського фізичного товариства. Засновник наукової школи оптики та спектроскопії напівпровідникових кристалів. За час роботи в університеті ним було підготовлено 40 кандидатів наук, з яких пізніше 6 стали докторами наук.

Могила Івана Горбаня на Байковому кладовищі

Має понад 310 наукових публікацій. Входив до складу редакційних рад міжнародного журналу «Фізика низьких температур» і науково-популярного «Пульсар». Був членом Оптичного товариства ім. Д. С. Рождественського, членом Комітету по державних преміях Української РСР при Раді Міністрів УРСР та інше.
Помер на 72-му році життя 30 січня 2000 року в Києві. Похований на Байковому кладовищі (ділянка № 49а, 50°25′0.80″ пн. ш. 30°30′5.90″ сх. д. / 50.4168889° пн. ш. 30.5016389° сх. д.).

## Наукова і громадська діяльність
Іван Горбань займався проблеми викладання загального курсу фізики для фізиків. Він автор однієї монографії, п'яти підручників і навчальних посібників з грифом міністерств, двох посібників університетського видання. Написані ним підручники з курсу оптики рекомендовані не лише студентам університетів України, а використовуються в університетах деяких інших країн, де вони вийшли у перекладі.
І. С. Горбань був автором і у різний час лектором таких нормативних курсів, як:
- Коливання і хвилі;
- Оптика з новітніми досягненнями;
- Класична механіка;
- Додаткові глави фізики для магістрів;
- Нобелівська тематика і сучасна фізика.

Розробив серію спецкурсів:
- Оптичні вимірювання;
- Проблеми сучасної фізики;
- Спектроскопія багатоатомних молекул;
- Нелінійна оптика;
- Радіоспектроскопія;
- Оптичні спектри кристалів;
- Квантова механіка кристалічних дефектів.

Організував:
- спеціалізацію «Фотоніка»;
- наукову лабораторію електронно-оптичних процесів;
- наукову лабораторію з радіоспектроскопії;
- фізичний практикум з радіоелектроніки;
- спецпрактикум з квантової електроніки;
- спецпрактикум з радіоспектроскопії;
- спецпрактикум для спеціалізації «Фотоніка».

Наукові інтереси І. С. Горбаня зосереджувалися у галузях спектроскопії, фізики твердого тіла, фізики низьких температур і квантової електроніки.
Здобутки:
- розроблені засади кількісної спектроскопії шаруватих кристалів, вивчені оптичні властивості кристалів карбіду кремнію, на основі яких розроблені напівпровідникові прилади, здатні працювати у критичних умовах;
- досліджена радіаційна стійкість лазерних матеріалів і фізика ексимерних лазерів;
- вперше досягнуті умови, за яких спостерігаються фазові перетворення квазімолекулярного типу в електронно-дірковій системі кристалів і отримана електронно-діркова квантова рідина та інше.

Здійснив 32 науково-технічні розробки на господарчо-договірній основі, що принесло університету 3 745 тисяч карбованців прибутку (в цінах до 1989 року), і на основі грантів — на суму понад 300 тисяч гривень.[джерело?]
Був керівником головної організації СРСР при виконанні в 1981–1990 роках наукових розробок: [джерело?]
- «Дослідження можливостей параметричного перетворення світового випромінювання»;
- «Дослідження імпульсного періодичного збурення активного середовища УФ-випромінювання у випромінювання видимого та ІЧ-діапазонів»;

- «Дослідження нових реєструючих матеріалів для пристроїв запам'ятовування інформацій»;
- «Розробка фізичних основ запам'ятовування світлових сигналів діелектричними кристалами» та науковим керівником міжнародної програми при виконанні наукової теми «Розробка і випуск лазера на ArF і KrF для мікротехнології» (1990–1991 роки).

## Нагороди, відзнаки
Нагороджений орденом Трудового Червоного Прапора (1984), чотирма медалями та двома знаками. 14 вересня 1999 року йому було надано звання «Заслужений професор Київського Національного університету імені Т. Шевченка». Лауреат Державної премії УРСР в галузі науки і техніки (1987).